# Bogucino
Bogucino – wieś w północno-zachodniej Polsce położona w województwie zachodniopomorskim, w powiecie kołobrzeskim, w gminie Kołobrzeg.
Według danych z 30 czerwca 2009 wieś miała 210 stałych mieszkańców. 
Przy zachodniej części wsi płynie struga Nieciecza.